# Гридинская (Виноградовский район)
Гри́динская — деревня в Виноградовском районе Архангельской области России. Часть села Борок. С 2004 года по 2021 год входила в состав Бо́рецкого сельского поселения с центром в Сельменьге (первоначально планировалось создать Бо́рецкое сельское поселение с центром в Гридинской).

## География
Борок находится в среднем течении Северной Двины на правом берегу, в устье реки Тёда. От остановочного пункта Борок до Архангельска по реке — 380 км, до Березника — 74 километров.
Через Гридинскую проходит автодорога «Рочегда — Сельменьга — Гридинская — Фалюки».

## История
Борок — древнее село. Впервые упоминается как одно из поселений в Уставе князя Святослава в 1137 году". Борок (Борецкая волость) был частью владений новгородского посадника, второго мужа знаменитой Марфы Борецкой, Исаака Андреевича Борецкого. Борок известен как новгородское владение Борецкая или Исаковская боярщина. Затем Борок входил в состав Подвинского стана и Подвинской четверти (чети) — Подвинского четвертного правления в Важском уезде (Важской доле, дистрикте) Архангелогородской губернии. С 1757 года — в Шенкурской половине Важского уезда. С 1780 года в Шенкурском уезде Архангельской области Вологодского наместничества, затем в Архангельской губернии (наместничества). До 1797 года — в ведении Московского приказа Большого дворца, а с 1797 года, когда был создан Вельский удельный приказ, в — Департаменте уделов Министерства императорского двора).
В 1918—1919 годах Борок был занят союзными войсками интервентов.

## Население
| 2002 | 2009 | 2010 | 2012 |
| ---- | ---- | ---- | ---- |
| 255  | ↘231 | ↘174 | ↗187 |

## Борецкая роспись
С XVIII века известна Борецкая роспись — русский народный художественный промысел, роспись по дереву.

## Ермак
Некоторые исследователи считают Борок родиной Ермака.

## Карты
- Гридинская на Wikimapia
- Лист карты P-38-51,52 Сергеевская. Масштаб: 1 : 100 000. Указать дату выпуска/состояния местности.
- Лист карты P-38-052-C,D. Масштаб: 1 : 50 000.